# Arhopala kitjila
Arhopala kitjila är en fjärilsart som beskrevs av Ribbe 1926. Arhopala kitjila ingår i släktet Arhopala och familjen juvelvingar. Inga underarter finns listade i Catalogue of Life.